# Ophisma pallens
Ophisma pallens är en fjärilsart som beskrevs av Lucas 1892. Ophisma pallens ingår i släktet Ophisma och familjen nattflyn. Inga underarter finns listade i Catalogue of Life.